# Animals de gran altitud

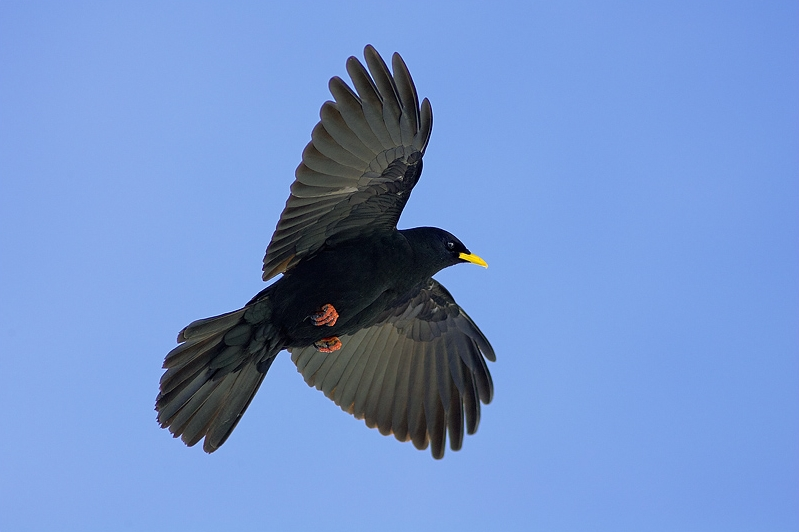
La gralla de bec groc en ple vol

Hi ha certs animals que poden viure a gran altitud, bé a terra, a l'aigua, o a l'aire en ple vol. La disponibilitat reduïda d'oxigen i la disminució de la temperatura fan que la vida a tals altituds siga desafiadora, encara que moltes espècies s'hi han adaptat reeixidament mitjançant canvis fisiològics considerables. Al contrari de l'aclimatació a curt termini, l'adaptació a grans altituds implica respostes fisiològiques evolucionades irreversibles, les quals estan associades a canvis hereditaris genètics i conductuals. Entre aquests animals, només pocs mamífers (com el iac, la Capra, la gasela tibetana, les vicunyes, les llames, les cabres blanques, etc.) i certes aus s'han adaptat completament a entorns de gran altitud.
Les poblacions humanes com els tibetans, sud-americans i etíops habiten a les muntanyes de l'Himàlaia, dels Andes i d'Etiòpia respectivament. L'adaptació dels humans a grans altituds representa un dels millors exemples de la selecció natural en acció.
Les adaptacions a ambients de gran altitud són un exemple d'evolució convergent, a causa que les adaptacions ocorren simultàniament en tres continents. Tant els humans de l'ètnia del Tibet com els gossos domèstics del Tibet patiren una mutació genètica, EPAS1. Aquesta mutació no ha estat vista en humans andins, i mostra l'efecte d'un entorn compartit en l'evolució.

## Invertebrats
Els tardígrads viuen arreu del món, inclosa la part alta de l'Himàlaia. També són capaços de sobreviure a temperatures properes al zero absolut (-273 °C), a temperatures tan altes com 151 °C, a nivells de radiació que matarien altres animals, i fins i tot a viure quasi una dècada sense aigua. Des del 2007, els tardígrads també han tornat amb vida d'estudis en què han estat exposats al buit de l'espai exterior en l'òrbita baixa de la Terra.
Un altre invertebrat amb hàbitat de gran altitud és Euophrys omnisuperstes, una aranya que viu a la regió de l'Himàlaia en altituds de fins a 6.700 m); s'alimenta d'insectes que han estat arrossegats cap a la muntanya pel vent. Els col·lèmbols, o puces de neu, també viuen a l'Himàlaia. Són actius en ple hivern, en gran part perquè la seua sang conté un compost semblant a un anticongelant. En canvi, altres es deshidraten a si mateixos, impedint-ne la formació de cristalls de gel dins del cos.
Els insectes poden volar a altituds molt elevades. El 2008, es descobrí una colònia de borinots a l'Everest, a més de 5.600 m per sobre del nivell de mar, fins ara l'altitud més gran coneguda per a un insecte. En proves subsegüents, algunes abelles encara eren capaces de volar dins d'una cambra de vol què recreava una atmosfera de 9.000 m d'altura.
Ballooning és un terme provinent de l'anglés usat per a referir-se al mecanisme que moltes aranyes, sobretot les espècies petites, així com alguns àcars i erugues usen per a circular per l'aire. Algunes aranyes s'han detectat en globus meteorològics que recullen mostres d'aire a poc menys de 5 km per damunt del nivell de mar. Aquesta és la manera més comuna que tenen les aranyes de colonitzar illes remotes i cims de muntanyes.

## Peixos

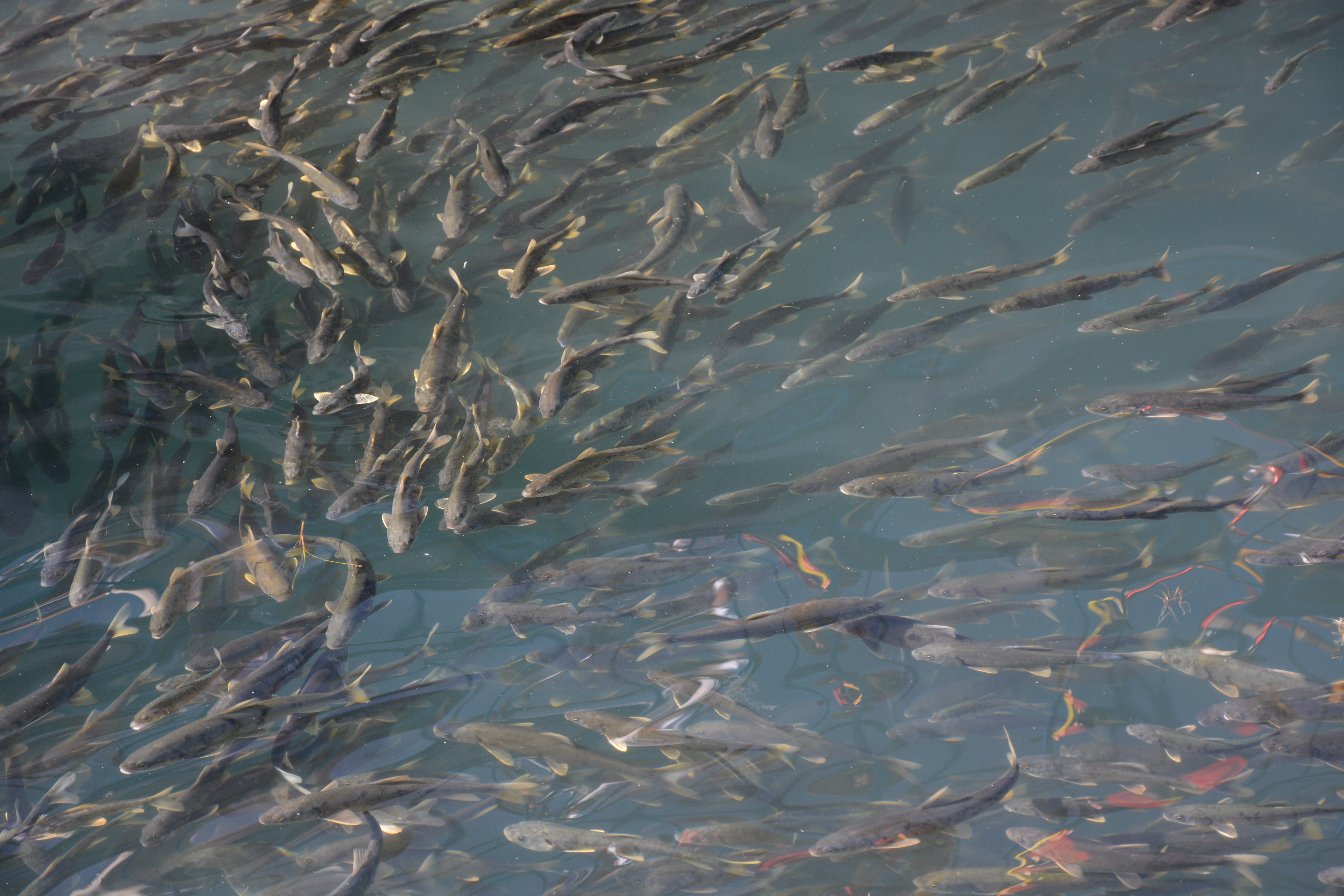
Carpa Gymnocypris przewalskii al llac Koku Nor a 3.205 m

Els peixos que habiten a grans altituds tenen una taxa metabòlica més baixa, com ha estat demostrat amb la truita de muntanya quan és comparada amb la truita arc de Sant Martí de plana introduïda a la conca del riu Oldman. En els invertebrats aquàtics que habiten a grans altituds, hi ha també una tendència general als cossos més petits i una menor riquesa d'espècies, la qual cosa es deu deure a les baixes pressions parcials d'oxigen. Aquests factors fan disminuir la productivitat en hàbitats de gran altitud, per la qual cosa hi haurà menys energia disponible per al consum, el creixement i l'activitat, i això és un avantatge per als peixos amb demandes metabòliques baixes.
La carpa Gymnocypris przewalskii del llac Koku Nor, com altres membres de la família de carpes, pot fer un remodelatge de brànquies per augmentar l'absorció d'oxigen en ambients hipòxics. La resposta d'aquesta carpa a condicions fredes i de poc oxigen sembla parcialment intervinguda pel factor induïble d'hipòxia 1-alfa (HIF-1). Encara no se sap si aquesta és una característica comuna en altres peixos de gran altitud o si el remodelatge de brànquies i l'ús del factor HIF-1 per adaptar-se al fred es limita a la carpa.

## Mamífers

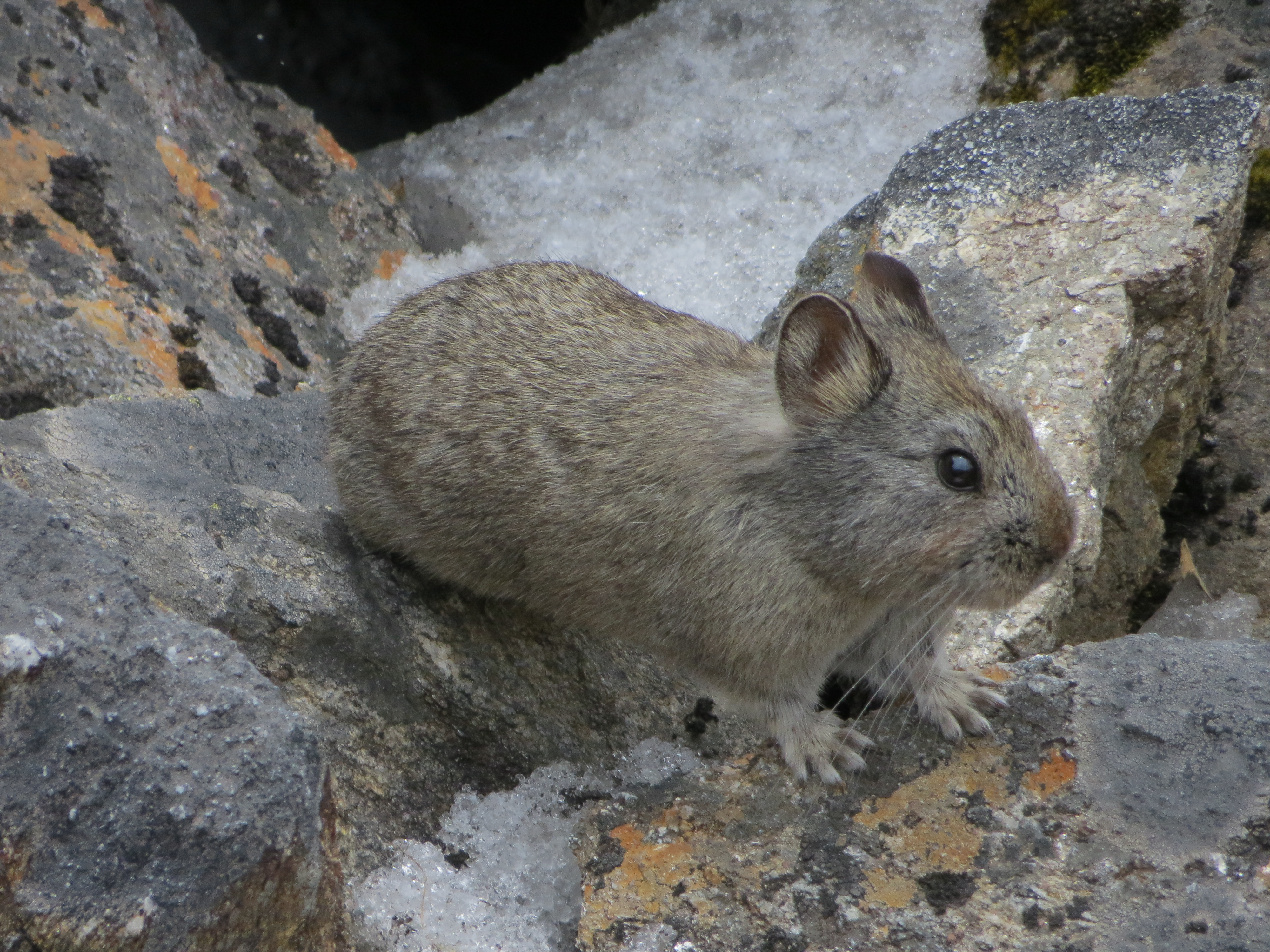
L'ochotona de l'Himàlaia viu en altituds de fins a 4.200 m

L'altiplà tibetà té molt poques espècies de mamífers, tals com el llop, el kiang (ase salvatge tibetà), el goas, el txiru (antílop tibetà), el iac salvatge, la pantera de les neus, la guineu tibetana, la capra, la gasela, l'os bru himalaià i el búfal asiàtic domèstic. Aquests mamífers es poden separar en dos grans grups segons la seua adaptabilitat a grans altituds: eurybarc i stenobarc. Els que són capaços de sobreviure en una àmplia varietat de regions a gran altitud són els eurybarc, i inclouen espècies com el iac, la capra, la gasela tibetana, les vicunyes i llames dels Andes. La categoria stenobarc inclou mamífers amb una menor capacitat per suportar un rang de diferents altituds, tals com conills, cabres blanques, ovelles i gats. Entre els animals domèstics, els iacs són potser els animals que habiten a major altitud. Els herbívors salvatges de l'Himàlaia tals com el tar de l'Himàlaia i l'isard són particularment interessants per la seua versatilitat ecològica i a la seua tolerància.

### Rosegadors
Certa quantitat de rosegadors viu a grans altituds, incloent tragúlids, conillets d'índies i rates. Aquests rosegadors fan ús de diversos mecanismes per sobreviure en aquestes condicions dures, incloent l'alteració genètica del gen que codifica l'hemoglobina en els conillets d'índies i en els tragúlids. Els tragúlids utilitzen un alt percentatge de greixos com a combustible metabòlic per retenir els carbohidrats que després seran usats per a una petita explosió d'energia.
Entre els altres canvis fisiològics presents en els rosegadors de gran altitud hi ha l'increment de la freqüència respiratòria i l'alteració de la morfologia dels pulmons i el cor, que fan que l'intercanvi de gasos siga més eficaç. En els ratolins de gran altitud, els pulmons tenen més capil·lars, a més que el ventricle dret del cor, que bomba sang als pulmons, és més pesant (això s'aplica també a les rates).
En altituds elevades, alguns rosegadors fins i tot canvien la seua zona tèrmica neutra per així mantenir un índex metabòlic basal normal a temperatures més fredes.

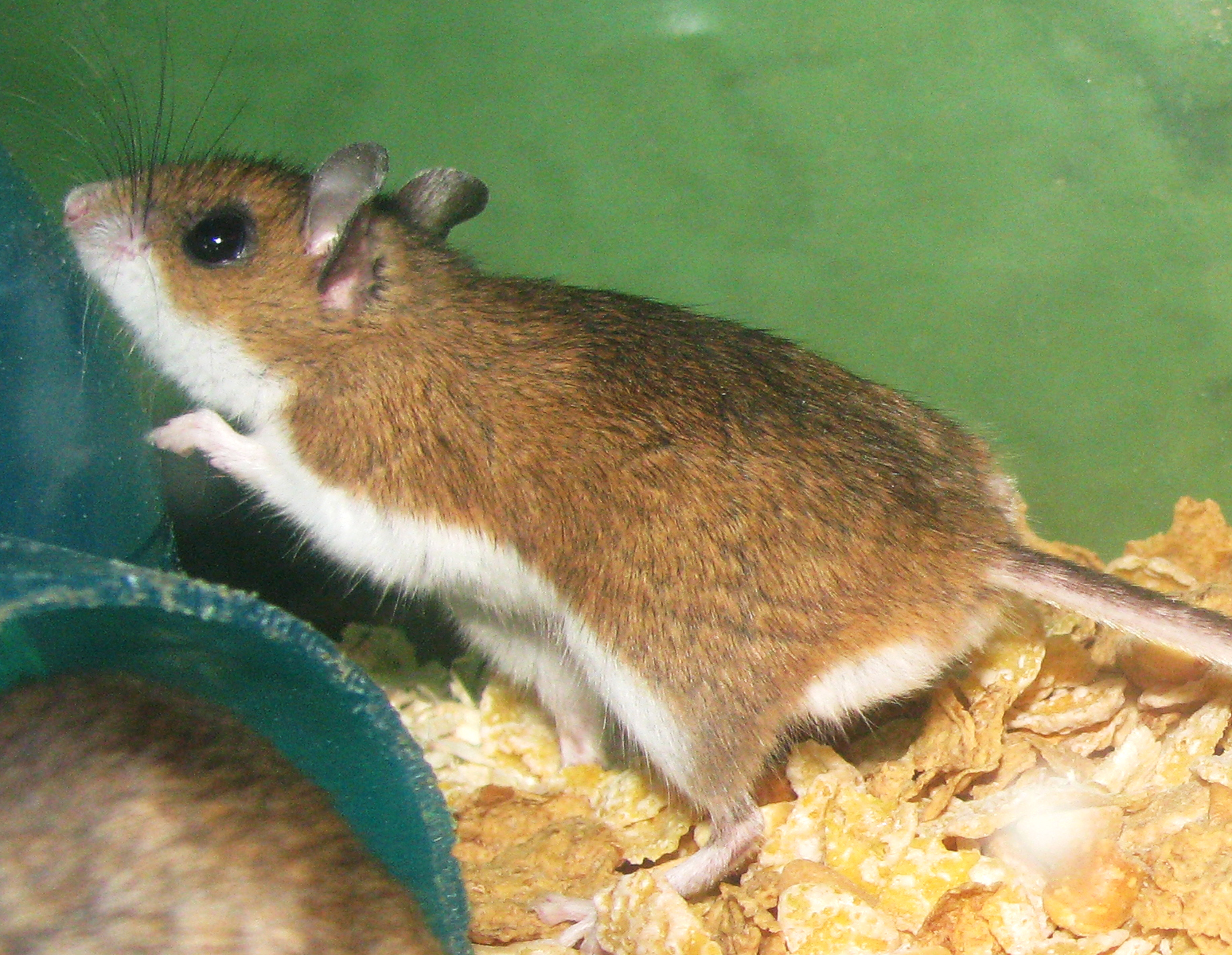
El tragúlid

El tragúlid (Peromyscus maniculatus) és l'espècie més estudiada, a més dels humans, en termes d'adaptació a grans altituds. S'ha trobat que el tragúlid nadiu dels Andes (fins a 3.000 m) té relativament un baix contingut d'hemoglobina. El mesurament de paràmetres com la ingesta de menjar, la massa de l'intestí i la massa de l'òrgan cardiopulmonar indiquen un augment proporcional en els tragúlids que habitaven a grans altituds, la qual cosa mostra que la vida a grans altituds requereix nivells més alts d'energia. Les variacions en els gens de globina semblen la base de l'increment de l'afinitat a l'oxigen de l'hemoglobina i del transport més ràpid d'oxigen. En fer una comparança estructural amb l'hemoglobina normal, es pot apreciar que l'hemoglobina del tragúlid manca del pont d'hidrogen entre el α1Trp14 en l'hèlix A i el α1Thr67 en l'hèlix I a causa de la substitució del Thr67Ala. A més, hi ha un únic pont d'hidrogen en la interfície de α1β1 entre els residus α1Cys34 i β1Ser128. Les espècies nadiues peruanes de ratolins (Phyllotis andium i Phyllotis xanthopygus) s'han adaptat als Andes gràcies que utilitzen proporcionalment més carbohidrats i tenen una major capacitat oxidativa dels músculs cardíacs en comparació amb les espècies nadiues Phyllotis amicus i Phyllotis limatus, de baixa altitud (100–300 m), amb les quals estan estretament relacionades. Això mostra que els ratolins de muntanya han evolucionat per desenvolupar un procés metabòlic que economitze l'ús d'oxigen de les activitats físiques en condicions hipòxiques.

### Iacs

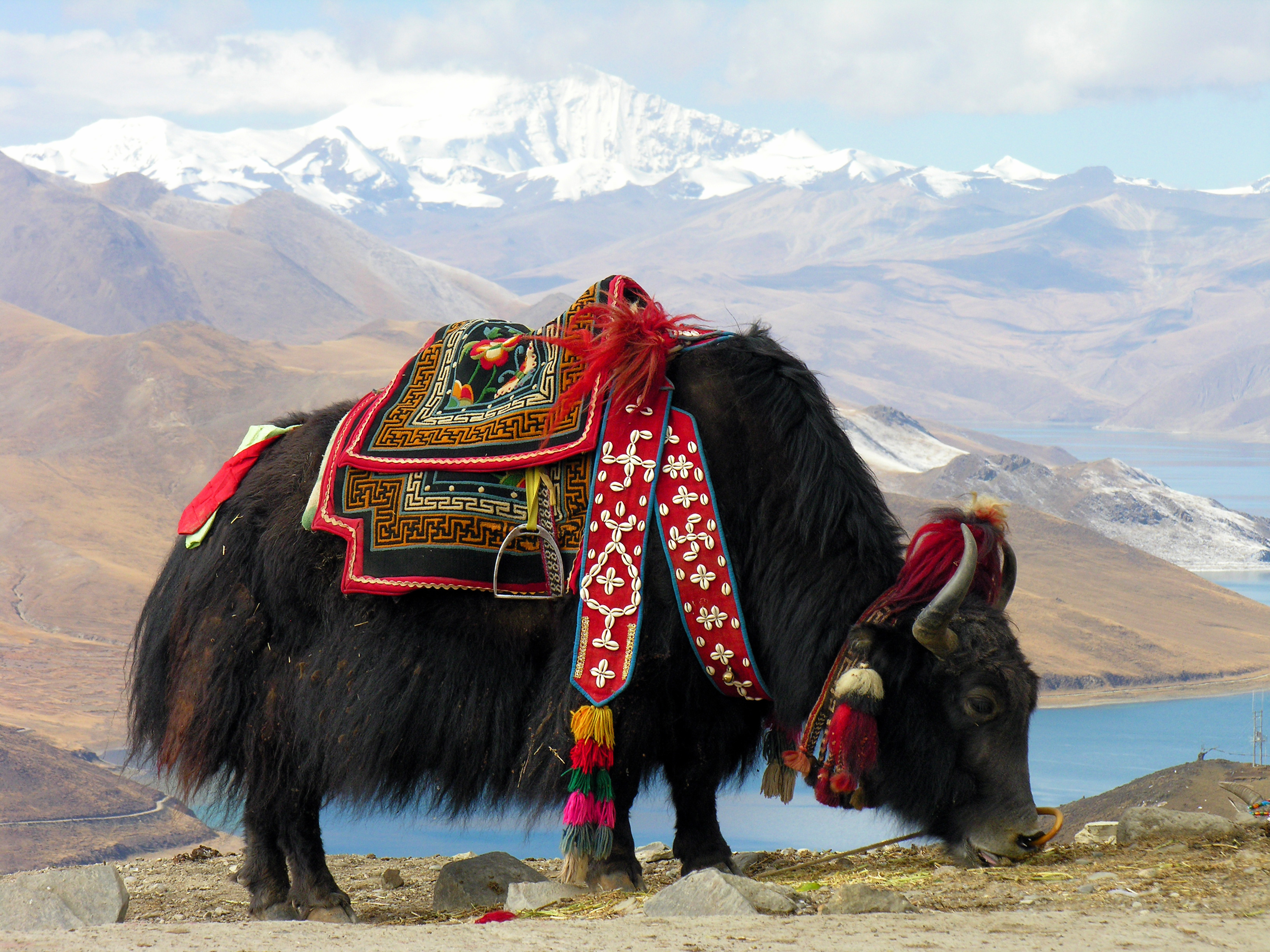
Iac domèstic al llac Yamdrok

Entre els animals domèstics, els iacs (Bos grunniens) són els que tenen l'hàbitat més alt del món (a 3.000–5.000 m d'altura. El iac és l'animal domèstic més important per als habitants del Tibet de la província Qinghai de la Xina, a causa que representen la font primària de llet, carn i adob. A diferència d'altres iacs o altres espècies de bestiar, els quals sofririen d'hipòxia al pla tibetà, el iac tibetà domèstic només pot viure a grans altituds, i no en terres baixes. La seua fisiologia està adaptada a grans altituds, perquè tenen un cor i uns pulmons proporcionalment més grans que els d'altre tipus de bestiar, així com més capacitat de transportar oxigen amb la sang. En els iacs, el factor induïble de la hipòxia 1 (HIF-1) presenta una expressió alta en el cervell, pulmons, i ronyons, i mostra així el seu important paper en l'adaptació a entorns amb baixes concentracions d'oxigen. L'1 de juliol de 2012, es publicaren les anàlisis i la seqüència genòmica d'una femella d'iac domèstic: s'hi identificaren algunes expansions de certs gens que es relacionen amb la percepció sensorial i amb el metabolisme energètic. A més, els investigadors també hi trobaren un enriquiment de dominis proteics relacionats amb l'entorn extracel·lular i l'estrés hipòxic que experimentaren selecció positiva i una evolució ràpida. Per exemple, es van trobar tres gens que podrien tenir un paper important en la regulació de la resposta del cos a la hipòxia, i cinc gens que estaven relacionats amb l'optimació d'energia quan hi ha escassetat d'aliment a l'altiplà extrem. Se sap que un gen en particular, l'ADAM-17, també present en les poblacions de gran altitud del Tibet, està implicat en la regulació de les respostes als nivells baixos d'oxigen.

### Humans

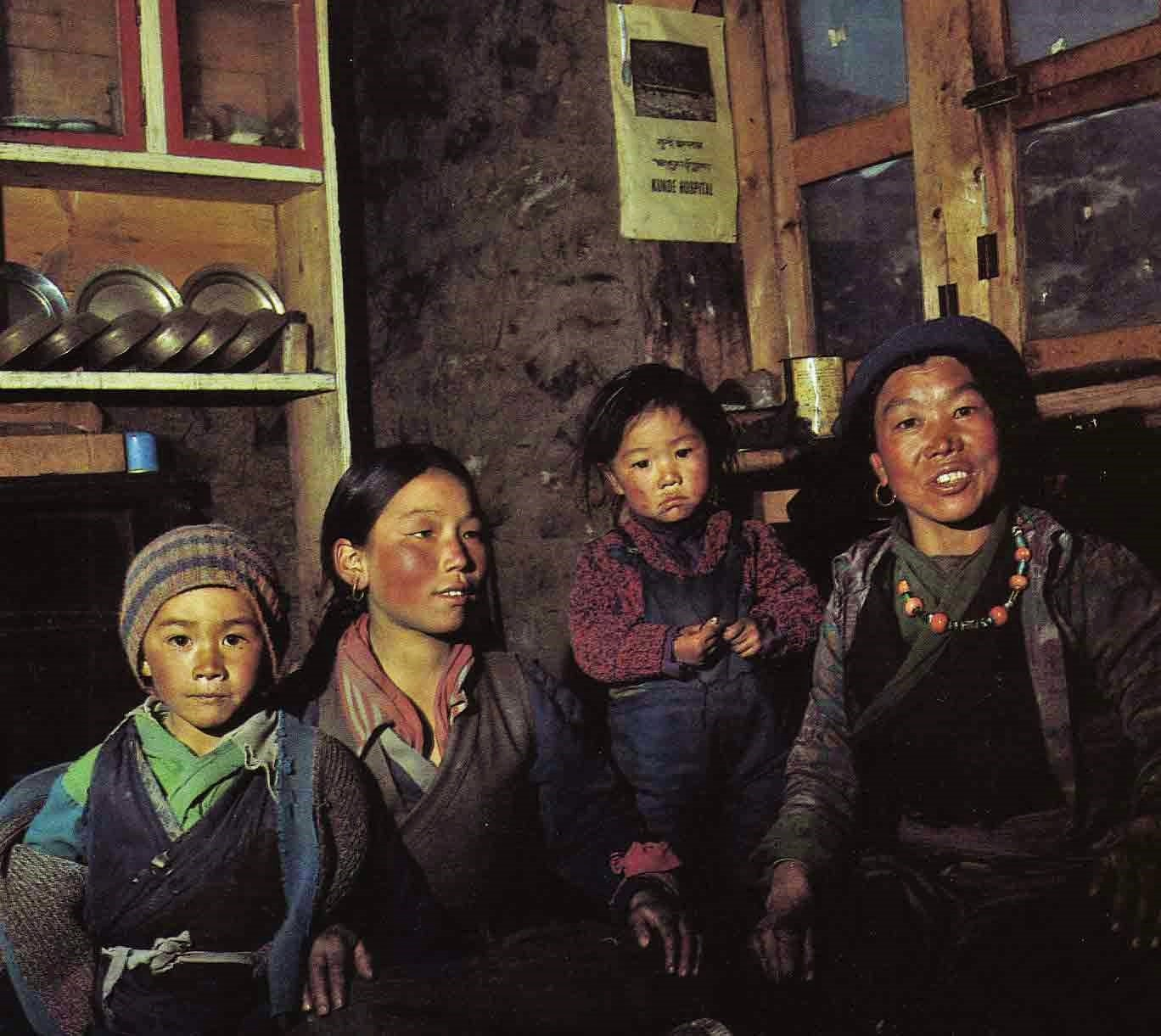
Una família de Xerpa

Més de 140 milions de persones viuen de manera permanent en altituds elevades (>2.500 m) a Amèrica del Nord, Centreamèrica, Sud-amèrica, Àfrica oriental, i Àsia, i s'han desenvolupat reeixidament durant mil·lennis en muntanyes molt altes, sense cap complicació aparent. Per a la població humana mitjana, una estada breu en aquests llocs pot provocar el mal de muntanya. Per al nadiu muntanyés, no hi ha efectes adversos per romandre a grans altituds.
Les adaptacions fisiològiques i genètiques en nadius de gran altitud impliquen una modificació en el sistema de transport d'oxigen de la sang, especialment canvis moleculars en l'estructura i les funcions de l'hemoglobina, una proteïna que transporta l'oxigen per tot el cos. Això ocorre per compensar el perpetu ambient baix en oxigen. Aquesta adaptació està associada a patrons de desenvolupament tals com un elevat pes en nàixer, increment en la capacitat pulmonar, augment en la taxa de respiració, i un elevat metabolisme basal.
La seqüenciació del genoma dels tibetans el 2010 proporcionà la primera pista sobre l'evolució molecular de l'adaptació a grans altituds. Gràcies a això es va trobar que gens com l'EPAS1, el PPARA i el EGLN1, que estan implicats en l'producció d'hemoglobina, tenen canvis moleculars significatius entre els tibetans. Aquests gens funcionen en conjunt amb altres gens anomenats factors induïbles de la hipòxia (HIF), els quals al seu torn representen un dels reguladors principals de l'producció de glòbuls roigs en resposta al metabolisme de l'oxigen. A més, els tibetans tenen gens pertanyents a les categories de malalties de reproducció humana (com els gens de les proteïnes DAZ, BPY2, CDY, i dels grups de gens HLA-DQ i HLA-DR) i de processos biològics en resposta a l'estímul del dany de l'ADN i reparació d'ADN (com RAD51, RAD52, i MRE11A). Aquests gens estan relacionats amb alguns trets adaptatius tals com un pes elevat de naixement, i un to més fosc de pell.
Entre els andins, no hi ha associacions significatives entre l'EPAS1 o el EGLN1 i la concentració d'hemoglobina, i això indica variació en el patró d'adaptació molecular. El EGLN1, però, sembla la principal signatura d'evolució, ja que mostra evidències de selecció positiva en tibetans i andins. Els mecanismes adaptatius són diferents entre els habitants d'altituds elevades d'Etiòpia. L'anàlisi genòmica de dos grups ètnics, els Amhara i els Oromo, revelà que les variacions genòmiques associades a l'hemoglobina entre tibetans o altres variants del mateix locus no influeixen en l'adaptació dels etíops. En canvi, diversos gens semblen estar presents en els etíops, incloent el CBARA1, el VAV3, el ARNT2 i el THRB, que són coneguts per tenir un paper important en les funcions genètiques de l'HIF.
La mutació del gen EPAS1 en la població tibetana s'ha relacionat amb les poblacions emparentades amb l'homínid de Deníssova. L'haplotip tibetà és més semblant a l'haplotip del Deníssova que a qualsevol altre haplotip d'humà modern. Aquesta mutació té una freqüència alta en la població tibetana, una freqüència baixa en la població Han i només es troba en el genoma seqüenciat dels individus del Deníssova. Per això, aquesta mutació degué ocórrer abans que les poblacions Han i tibetana se separaren fa 2.750 anys.

## Aus

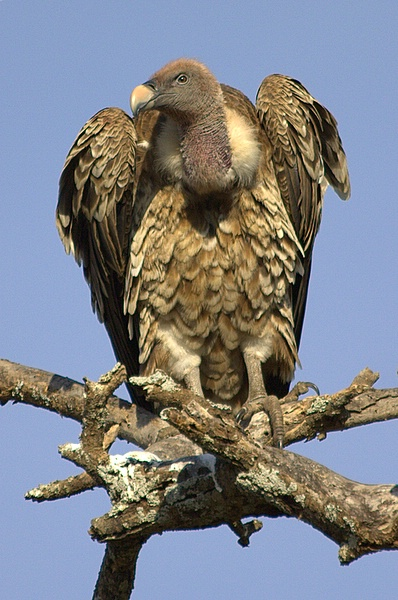
El voltor de Rüppell és capaç de volar fins a 11,2 quilòmetres per sobre del nivell del mar

Les aus han sigut especialment reeixides a adaptar-se a la vida a grans altituds. Solen tenir característiques fisiològiques avantatjoses per al vol a grans altituds. El sistema respiratori de les aus mou l'oxigen per la superfície pulmonar durant la inhalació i l'exhalació, fent que la respiració siga més eficient que la dels mamífers. A més, l'aire circula en una direcció pels parabronquis dels pulmons. Els parabronquis s'orienten de manera perpendicular a les artèries pulmonars, formant un bescanviador de gasos en forma de creu. Aquest arranjament en el sistema respiratori permet que s'extraiga una major quantitat d'oxigen en comparació de l'intercanvi de gasos per contracorrent dels mamífers. A mesura que l'oxigen es difon amb el seu gradient de concentració i l'aire gradualment es torna més desoxigenat, les artèries pulmonars són encara capaces d'extraure oxigen. Els ocells també tenen una gran capacitat per distribuir l'oxigen als teixits del cos perquè tenen el cor més gran i més volum sistòlic cardíac en comparança amb els mamífers de grandària semblant. Així mateix, les aus han augmentat la vascularització cap als músculs de vol amb l'increment de la ramificació dels capil·lars i de petites fibres musculars (la qual cosa augmenta la relació superfície-volum). Aquestes dues característiques faciliten la difusió de l'oxigen en la sang cap al múscul, i fan que es puga aguantar el vol durant la hipòxia mediambiental. Els cors i cervells de les aus són molt sensibles a la hipòxia arterial, i estan més vascularitzats que els dels mamífers. L'oca de l'Índia (Anser indicus) és un aviador icònic que sobrevola l'Himàlaia durant la migració, i serveix com a sistema model de les adaptacions fisiològiques derivades per al vol a grans altituds. El voltor de Rüppell, el cigne cantaire, la gralla de bec groc, i les grues europees han estat capaces de volar a més de 8 km per sobre del nivell del mar.
L'adaptació a grans altituds ha fascinat els ornitòlegs per dècades, però només una proporció petita d'espècies de gran altitud ha estat estudiada. Al Tibet, hi ha poques aus (28 espècies endèmiques), incloent grúids, voltors, falcons, gaigs i oques. Per contra, els Andes té una diversitat d'espècies d'aus bastant rica. El còndor andí, l'ocell més gran de la seua classe en l'hemisferi occidental, habita en gran part del territori dels Andes, però generalment amb densitats molt baixes. Algunes espècies com els tinamús (membres notables del gènere Nothoprocta), l'oca andina, les fotges gegants, els picots andins, els corriols andins, o gèneres d'aus com el miner, Phrygilus i diuca també s'han trobat a les terres altes dels Andes.

### Paleter

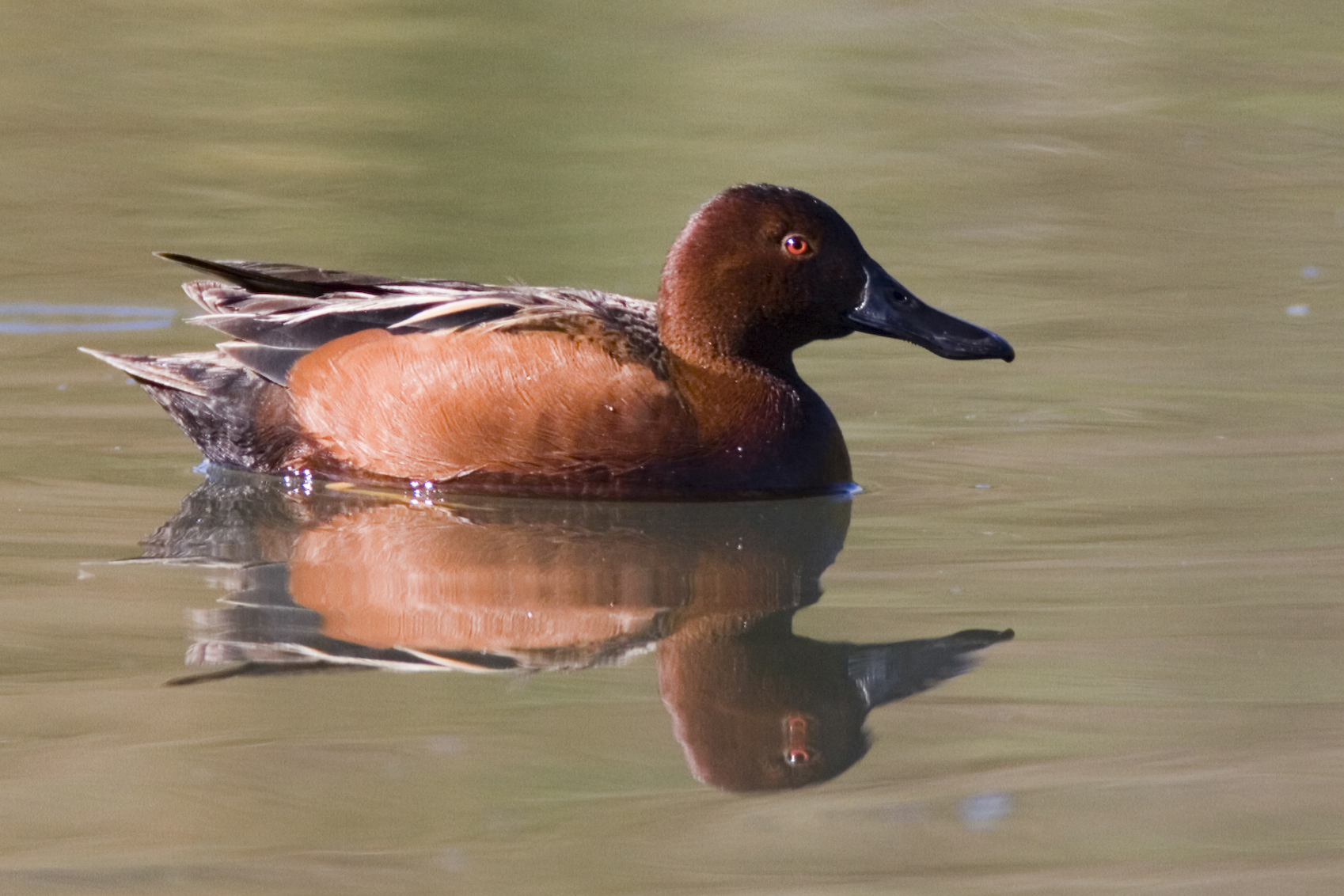
Paleter mascle

L'evidència sobre l'adaptació és més investigada entre les aus que habiten als Andes. Els anàtids i el xarxet canyella (Anas cyanoptera) han experimentat modificacions moleculars significatives. Ara se sap que el gen de la subunitat de la α-hemoglobina és altament estructurat entre les poblacions del paleter, la qual cosa implica una substitució puntual, gairebé sencera i no sinònima de l'aminoàcid en la posició 9 de la proteïna, amb l'Asparagina present gairebé exclusivament en les espècies de baixa elevació, i la serina en les espècies de gran elevació. Això implica conseqüències funcionals importants per a l'afinitat d'oxigen. A més, hi ha una forta divergència entre la grandària de cos que existeix als Andes i a les terres baixes adjacents. Aquests canvis han modelat una divergència morfològica i genètica específica en cadascuna de les poblacions sud-americanes del paleter.

### Mallerenga
El 2013, el mecanisme molecular d'adaptació a grans altituds es dilucidà en la mallerenga del Tibet (Pseudopodoces humilis) fent un esborrany de la seqüència genòmica. L'expansió d'una família gènica i l'anàlisi de la selecció positiva d'un gen revelaren els gens que estan relacionats amb la funció cardíaca en la mallerenga. Alguns dels gens identificats que tenen una selecció positiva són el ADRBK1 i el HSD17B7, els quals estan involucrats en la resposta a l'adrenalina i en l'biosíntesi d'esteroide. Per tant, l'enfortiment del sistema endocrí és una estratègia d'adaptació d'aquesta au.

## Altres animals
El clima alpí del Tibet alberga una diversitat limitada d'espècies animals, i les serps n'és una de les més comunes. Una espècie destacable n'és l'aranya saltarina de gran altitud, que pot viure per sobre dels 6.500 m d'altitud. Hi ha només 2 rèptils i 10 amfibis endèmics de les terres altes del Tibet. Gloydius himalayanus és potser la serp viva de major altitud al món: viu en altituds de fins a 4.900 m a l'Himàlaia.